# Piwonia (dopływ Prosny)
Piwonia – struga na Wysoczyźnie Kaliskiej, lewy dopływ Prosny, wypływa w Kaliszu, w Szczypiornie, uchodzi w Piwonicach, w Kaliskim Węźle Wodnym, 6,49 km; wody IV klasy czystości.
Piwonia odwadnia południowe i południowo-zachodnie osiedla Kalisza; zlewnia jest całkowicie antropogeniczna, pozbawiona terenów zalesionych; koryto rzeki charakteryzuje się stosunkowo dużymi spadkami (do 14,9‰).